# Udalrics

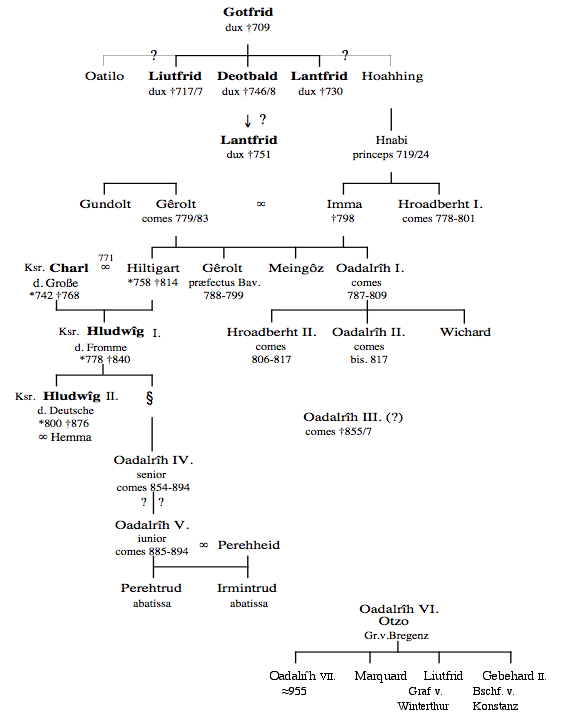
Arbre genealògic

Els Udalric foren un llinatge de la noblesa franca alamànica amb seu a Bregenz i Winterthur que va existir del segle VIII fins al segle XI. L'origen fou el comte Udalric I, fill de Gerold d'Anglachgau, casat amb Imma de la família dels ducs d'Alamània, i germà d'Hildegarda de Vintzgau i així doncs un cunyat de Carlemany. Aquesta família pertanyia a la noblesa d'imperi, i eren des de la segona meitat del segle VIII rics terratinents a l'àrea de llac de Constança (Bodensee) i obtingueren una gran influència. Gerold va participar, a petició del sobirà carolingi, a la integració del ducat d'Alamània al regne carolingi però també va afavorir el renaixement polític dels seus parents per aliança (per matrimoni) i Ruadbert, germà d'Imma, governava vers 770 a Überlingen, una de les residències dels derrotats ducs d'Alamània, i a més fou comte d'Hegau, del Linzgau i de l'Argengau entre 778 i vers el 800.
El llinatge es va establir a la riba nord del llac de Constança amb el suport de Carlemany que el 771 es va casar amb la filla de Gerold i Imma, Hildegarda de Vintzgau. Un germà d'aquesta, Udalric I va aprofitar el favor de l'emperador; des de 780 ja apareix esmentat com a comte a Alamània, especialment a Turgòvia, i amb terres també a Alsàcia; fou Udalric segurament el que va començar estendre el poder de la nissaga sobre la regió del llac de Constança; el seu germà Gerold II, fou comte al Baar de Suàbia a la vora del Neckar, i va donar suport a les abadies de la regió del llac de Constança sent enterrat el 799 a Reichenau. Els fills d'Uldalric I, Udalric II i Ruadbert II, van mantenir el poder a Suàbia (Alamània); Ruadbert II és testimoniat com a comte a Turgovia entre 806 i 813/814; se'l suposa el mateix personatge que un "Ruodpertus", vassall de l'emperador Lluís el Pietós, que va intentar una extensió cap a la Rècia a partir de l'Argengau o del Nibelgau, però va fracassar per la resistència d'Adalbert (del llinatge dels Hunfrids), i va morir en la campanya. La decadència del Geroldians després del 817 podria tenir a veure amb aquest episodi, o a la rebel·lió de Bernat d'Itàlia contra Lluís el Pietós.
La pertinença a la família és dubtosa per Gerold III, Gerold IV i Udalric III, comtes del Zurichgau o de Turgòvia entre 826 i 868, però en canvi és segura per Udalric IV i Udalric V. Aquest darrer va intentar crear un domini senyorial en un esperit modern i centralitzador. En aquest temps la família posseïa comtats a Alp, Breis, Thur, Linz, Argen i Hegau. Al voltant del 839 perderen gran part dels seus comtats al Llac de Constança (Bodensee) contra els güelfs, però ho recuperaren el 854 i estengueren fins i tot la seva dominació (a causa de la bona relació els carolingis) a Pannònia, el Klettgau, el Nibelgau i Rheingau. Udalric V va establir a Aadorf a Turgòvia, vers el 886, un convent dirigit per les seves filles, encarregat d'acollir les despulles de la família; va rebre d'Arnulf de Caríntia, rei d'Alemanya, el domini de Lustenau (al sud de Bregenz), però quan va participar el 890 a la revolta de Bernat, fill de Carles III, contra Arnulf, ho va perdre quasi tot. Aparentment la família ja no va tenir els mitjans de participar en endavant a les lluites dels grans d'Alamània en favor del restabliment del ducat. El comte Udalric VI, testimoniat a l'inici del segle X al Zurichgau i l'Argengau, era membre de la família dels Burcards (i no dels Geroldians o Udalrics). Una crònica tardana esmenta el matrimoni de Wendilgarda, parenta del rei d'Alemanya Lluís, l'Ocellaire, amb un comte Udalric, "descendent de Carlemany", que es tractaria d'un membre de la nissaga encara que no es pot identificar amb certesa amb cap dels comtes coneguts pels documents (Udalric III, IV o V). D'aquest matrimoni van néixer l'abat Burcard de Saint Gall (que va abdicar el 971) i probablement els comtes de Buchhorn i Bregenz. Al voltant de 1040 el llinatge es dividia en les tres línies Buchhorn, Bregenz i Pfullendorf.

## Llista de comtes
1. Gerold I, 774/784 comte a Mittelrhein (Rhin Mitjà), † abans de 795; ∞ Imma, testimoniada el 778/786, filla del comte Hnabi, germana del comte Ruatpert
  1. Gerold el Jove, nascut vers 755/60, † 799 ancestre dels Gerolds
  2. Hildegarda, nascuda 758; † el 30 d'abril de 783 ∞ Carlemany
  3. Udalric I, † 807, comte a Panònia, comte al Breisgau 780-807, comte al Bodensee
    1. Udalric II, † després del 815
    2. Ratbert (800/803), Ruadbert (806/813-814), † 817, comte, 806 comte a Turgòvia, 807/813-814 comte a la riba nord del Llac de Constança, 807 comte a l'Argengau, 813-814 comte al Linzgau, enterrat a Lindau
- presumptes descendents:
      1. Udalric III, † 13 o 14 d'abril abans de 896/900, 860 comte a l'Argengau, 867 Lluís el Germànic l'assenyala com a "dilectus nepos“ (de familia elegida) del rei, 885/889 comte a la riba nord del Llac de Constança, 885–886 comte a l'Argengau, 889 comte al Linzgau
        1.  ? Udalric IV, † 27 de setembre del 894/26, maig 896–900, 885/894 comte a la riba nord del Llac de Constança, 885 i 894 comte a l'Argengau, 891 comte al Linzgau i al Rheingau, 894 esmentat com "Udalrich junior" ∞ Perehheida, testimoniada el 886/890.
          1. Keroldus, testimoniat 886 bezeugt
          2. Irmindruda, 886/894 abadessa d'Aadorf
          3. Persehdruda, 886 abadessa d'Aadorf

sense connexió:
Ulrich V. a Buchhorn, 912/vers 920 comte ∞ Wendilgarda; després els comtes de Bregenz